# Max Staegemann

Max Staegemann (1843–1905)

Max Staegemann (* 10. Mai 1843 in Freienwalde; † 29. Januar 1905 in Leipzig) war ein deutscher Schauspieler, Opernsänger (Bariton) und Theaterintendant.

## Leben

### Schauspieler und Sänger
Max Staegemann stammte aus der Berliner Kaufmannsfamilie Staegemann. Seine Mutter war Mathilde Leontine geb. Devrient (* 28. Juni 1809 in Berlin; † 25. Oktober 1884 in Leipzig), die für ihre Schönheit berühmte Schwester der Schauspieler Karl, Emil und Eduard Devrient.
Max Staegemann besuchte die Kreuzschule in Dresden, wohin die Familie gezogen war. Vor allem sein Onkel Emil förderte das Schauspieltalent seines Neffen, der nach dem Wunsch des Vaters die Universität besuchen sollte. Max Staegemann wählte stattdessen das Dresdner Konservatorium, wo ihm der Schauspieler Heine Unterricht in dramatischer Darstellungskunst erteilte. Bereits 1862 erhielt der talentierte Eleve ein Engagement am Bremer Stadttheater. Hier vervollkommnete Max Staegemann unter dem Direktor Heinrich Behr seine schauspielerischen Techniken. Gleichzeitig bildete er seine Gesangsstimme, einen von Natur aus wohlklingenden, kräftigen Bariton, aus.

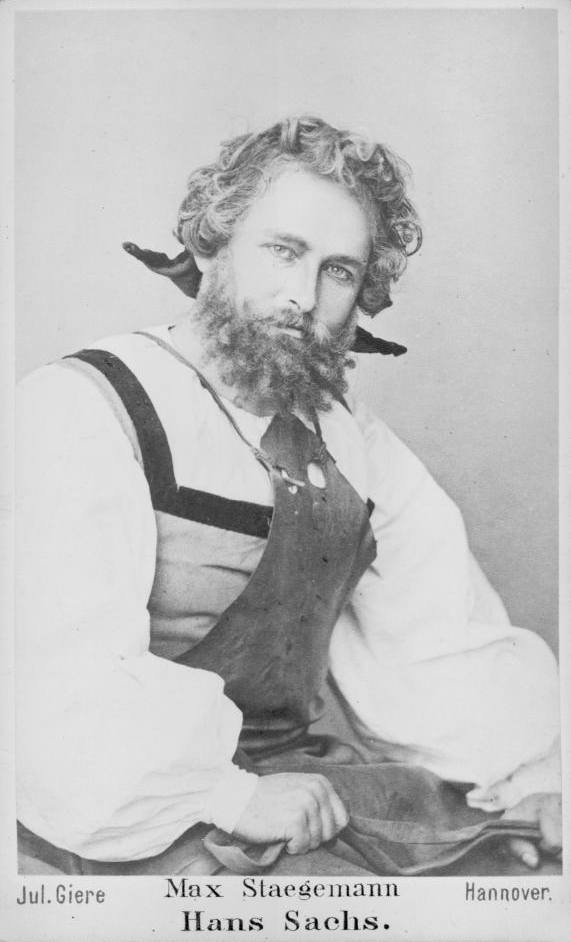
Staegemann als Hans Sachs in den Meistersingern, Fotografie von Julius Giere

Im Mai 1863 feierte er sein Debüt als Sänger am Hoftheater in Hannover unter Kapellmeister Carl Ludwig Fischer, der ihn als zweiten Bariton engagiert hatte. 1864 nahm er weiteren Gesangsunterricht bei François Delsarte in Paris und später bei dem schwedischen Sänger Oscar Lindhudt in Hannover.
Nach dem Abgang des ersten Baritons Ludwig Zottmayr rückte Max Staegemann 1865 an dessen Stelle. „Der Künstler gewann sich schnell durch seine sympathische, sonore Stimme, seinen lebendigen Vortrag, wie nicht minder durch sein geistvolles, tief durchdachtes Spiel die Sympathien des Theaterpublikums.“ Max Staegemann gehörte der Hannoveraner Bühne zwölf Jahre an und entwickelte sich in dieser Zeit zu einem der ersten Sänger seines Fachs. Besonders gefragt war er als Marschner- und Wagner-Interpret. Zahlreiche Gastspieleinladungen führten ihn an alle großen deutschen Opernbühnen. Besondere Erfolge feierte er in der Titelpartie der Oper Hans Heiling, als Lord Ruthwen in der Oper Der Vampyr, als Guilbert in Der Templer und die Jüdin, als Hans Sachs in den Meistersingern von Nürnberg und als Titelheld in den Opern Der Fliegende Holländer und Wilhelm Tell. Seine Paraderolle als Sänger war die des Don Giovanni in Mozarts gleichnamiger Oper, „eine wahre Meisterleistung in Gesang und Spiel.“

### Intendant
1876 wechselte Max Staegemann nach Königsberg, wo er das Direktorat am dortigen Stadttheater übernahm, das unter seiner Leitung in kürzester Zeit einen ungeahnten Aufschwung erfuhr. Dort wurde er Mitglied der Königsberger Freimaurerloge Immanuel. Viel Aufsehen erregten die Inszenierungen von Heinrich Hoffmanns Armin und Der Widerspenstigen Zähmung von Hermann Goetz. Unter Max Staegemanns Regie und unter dem Dirigenten Emil Paur fand am 26. Oktober 1879 die deutsche Erstaufführung der Carmen von Georges Bizet statt. Er selbst sang dabei den Escamillo. Louis Köhler und Alexander Wyneken schrieben glänzende Kritiken, die den weltweiten Siegeszug der in Paris durchgefallenen Oper einleiteten.
Ab 1879 lebte Max Staegemann in Berlin, wo er als Konzertsänger und Gesangslehrer tätig war.
1882 erhielt er, nachdem er ein Jahr zuvor zum königlich-preußischen Kammersänger ernannt wurde, das Angebot, als Generalintendant die Pacht der Städtischen Bühnen von Leipzig zu übernehmen. Diese bestanden seit 1868 aus zwei Theatern, dem Alten Theater, das vorwiegend als Schauspielbühne genutzt wurde, und dem Neuen Theater, das als Opernhaus fungierte. Max Staegemann begann mit kühnem künstlerischen Elan, der beiden Bühnen zu großen Erfolgen verhalf. Er engagierte ausgezeichnete Darsteller wie Clara Salbach oder Fanny Moran-Olden und arbeitete mit vorzüglichen Regisseuren für Oper und Schauspiel zusammen.
Im Mai 1883 brachte er in einer spektakulären Inszenierung Goethes gesamten Faust in der Bearbeitung von Otto Devrient zur Aufführung. Sehr beachtet wurden sein Goethe-Zyklus im selben Jahr und der zehn Abende umfassende Wagner-Zyklus im Jahre 1887. Er engagierte den jungen Gustav Mahler und hielt an ihm fest, trotz dessen Rivalitäten mit seinem ersten Kapellmeister Arthur Nikisch.
1903 urteilte Eisenberg über Max Staegemanns Wirken in Leipzig: „Es ist ihm gelungen, diesem Theater unter den Kunstinstituten Deutschlands einen allerersten Platz anzuweisen. Seine Erfolge als Regisseur sind in der Bühnenwelt bekannt, und gehören seine Inszenierungen mit zu dem Besten, was moderne Regiekunst zu leisten imstande ist. St. gilt allgemein als einer der hervorragendsten Bühnenleiter Deutschlands.“
Das alte Pachtsystem, das damals in Leipzig, wie auch andernorts, herrschte und dem Theaterleiter neben der künstlerischen Verantwortung auch die ökonomische vollständig übertrug, setzte Max Staegemann jedoch zunehmend unter Druck. Um das finanzielle Risiko so gering wie möglich zu halten, verfolgte er eine auf das klassische Repertoire fixierte Spielplanpolitik und lehnte Aufführungen von Gegenwartsliteratur grundsätzlich ab. Die Bühne des ab 1887 gepachteten Carolatheaters nutzte er als reines Vaudevilletheater. Als er 1899 auf Veranlassung der Stadtverordneten dieses Theater abgeben musste, um seine Kräfte auf die städtischen Bühnen zu konzentrieren, öffnete sich das nunmehr in Leipziger Schauspielhaus umbenannte Theater unter der Intendanz von Anton Hartmann für die moderne Dramatik und entwickelte sich zu einem Konkurrenten um die Zuschauergunst.
An der Leipziger Oper kamen unter der Direktion von Max Staegemann hervorragende Inszenierungen zustande, die zumeist von Arthur Nikisch dirigiert wurden. Besondere Höhepunkte waren die Aufführungen des kompletten Rings, des Tannhäuser und der Walküre.
In seinem zwanzig Jahre währenden Direktorat hat Max Staegmann viel dazu beigetragen, Leipzigs Ruf als bedeutende Metropole der Musikkultur in Europa zu begründen.
Max Staegemann war verheiratet mit der Geigerin Hildegard Kirchner († 16. Juni 1913 in Dresden), einer Schülerin von Ferdinand Laub. Zu ihren sechs Kindern zählen der Schauspieler und Bariton Waldemar Staegemann, die Sopranistin Helene Staegemann (1877–1923), die seit 1909 mit dem Komponisten Graf Botho Sigwart zu Eulenburg verheiratet war, und die Koloratursopranistin Erna Staegemann. Sein Bruder war der Schauspieler Eugen Staegemann und sein Vetter Julie Meister.
Zu seinen Schülern zählt Wilhelm Cronberger. Der Komponist Albert Dietrich widmete Max Staegemann 1871 Sechs Lieder für Alt oder Baryton mit Begleitung des Pianoforte op. 22. 
Max Staegemann starb mit 61 Jahren an den Folgen einer Influenza. Sein Grab befindet sich auf dem Trinitatisfriedhof in Dresden-Johannstadt.

## Kritiken
„Stägemann’s Erscheinung, der feine Kopf mit den edlen Zügen, von rabenschwarzem Haar umwallt, die Natur seiner Stimme befähigen ihn besonders zur Repräsentation dämonischer Figuren. "Hans Heiling", "Vampyr" und "Der fliegende Holländer" sind, nach unserer Ansicht, deshalb seine Glanzleistungen. Die Stimme ist volltönig und gross, aber nicht in der Weite, dass sie Rivalitäten nicht zu scheuen hätte. Viel mittelmässigere Baritone könnten hierin mit ihm concurriren. Aber das Organ ist ausserordentlich modulationsfähig, und seinem Besitzer stehen alle Arten seines Gebrauches leicht zu Gebote. Der feine Takt, mit dem Stägemann hier diesen Timbre, dort jenen zu gebrauchen weiss, wie er in jedem kleinen Sätzchen gliedert und die Mittel mit aller Klarheit je nach dem Sinne des Vorzutragenden, nach der Situation, in Einklange mit der Geberde und der Haltung, die überall einen Schauspieler ersten Ranges verrathen, zu steigern weiss, das Planvolle in der ganzen Anlage, wie in der Durchführung der kleinsten Theile macht ihn zu dem grossen Künstler, der er noch sicherer sein wird, sobald sich mit den Jahren eine dann und wann leise erscheinende jugendliche Hast in Vortrage und Auftreten verloren hat.“